# Niloxen de Macedònia
Niloxen (en grec antic: Νειλόξενος, llatí: Niloxenus), fill de Sàtir, fou un general macedoni amic d'Alexandre el Gran.
El rei macedoni li va donar, segurament per mor de la seva amistat personal, la superintendència o govern de la regió oriental (modern Kabul) on havia fundat Alexandria Paropamisos. És esmentat per Flavi Arrìa